# Republic Airline
Republic Airline, Inc. ist eine amerikanische Regionalfluggesellschaft mit Sitz in Indianapolis, die für größere US-Fluggesellschaften Zubringerflüge ausführt und als Tochterunternehmen der Republic Airways Holdings firmiert.

## Geschichte
Republic Airline wurde im November 1999 gegründet, blieb aber zunächst inaktiv und besaß bis zum Jahr 2005 kein eigenes Air Operator Certificate. Die Gesellschaft wurde schließlich 2005 als Fluggesellschaft ins Leben gerufen, um eine Vertrags-Klausel für Regional Jets mit American Airlines zu umgehen, nach der deren Zubringer-Fluggesellschaften keine Maschinen mit mehr als 50 Sitzplätzen einsetzen durften. Die Schwestergesellschaft von Republic Airline, Chautauqua Airlines, hatte für American Airlines Zubringerflüge angeboten und für United Express ihre Flotte um Embraer 170 Flugzeugen mit 70 Sitzen erweitert. Dies stellte eine Vertragsverletzung mit der Pilotengewerkschaft von American dar. Daher transferierte die Muttergesellschaft Republic Airways diese Flugzeuge in die neu zertifizierte Republic Airline, musste aber dennoch eine Millionenzahlung an die Pilotengewerkschaft leisten.
2002 hatte US Airways für aufgrund von Chapter 11 freigestellte Piloten die Regionalfluggesellschaft MidAtlantic Airways gegründet und 2004 den Flugbetrieb aufgenommen. Als Teil der Insolvenzverhinderung für US Airways wurden die 25 für MidAtlantic bestellten Embraer 170 bis 2006 allesamt an Republic Airline verkauft und von letzterer fortan als US Airways Express betrieben. Im Dezember 2004 begann Republic Regionalflüge für Delta Air Lines mit Embraer 170 Flugzeugen als Delta Connection. Am 6. März 2006 gab Republic Airline bekannt, eine Übernacht-Wartungsgesellschaft und Flugbesatzungen am Pittsburgh International Airport zu stationieren.
Am 11. Januar 2007 wurde ein 11-Jahres-Vertrag mit Frontier Airlines geschlossen, nach dem Republic Airline 17 Embraer 170 als Frontier JetExpress betreibt. Die ersten Flugzeuge dazu wurden ab März betrieben, jedoch kam eine weitere Zusammenarbeit aufgrund der Insolvenz von Frontier Anfang April 2008 nicht zustande. Am 23. April 2008 kündigte die Republic Airways Holdings den Vertrag mit Frontier und forderte die Maschinen bis zum 23. Juni 2008 zurück. Republic brauchte die auf dem Markt begehrten Maschinen für andere Einsätze oder zum Verkauf. Im Jahr 2009 kaufte Republic Airways Frontier Airlines auf. Seit dem Verkauf der Schwestergesellschaft Frontier Airlines im September 2013 fliegt Republic Airline nicht mehr für diese. Am 1. Februar 2008 eröffnete Republic Airline eine neue Basis auf dem Flughafen Port Columbus International.
Ab 2008 übernahm Republic Airline Flüge für Midwest Airlines, die 2009 von Republic Airways aufgekauft wurde. Republic Airways hatte 2005 auch Shuttle America gekauft, die bis 2017 mit Republic Airline verschmolzen und damit aufgelöst wurde. Seit 2013 fliegt Republic Airline als American Eagle für American Airlines.
Am 26. Februar 2016 meldete die Muttergesellschaft Republic Airways Holdings, Inc. Schutz vor Gläubigern nach Chapter 11 an, der am 30. April 2017 offiziell mit einem Restrukturierungsplan beendet wurde. Die Firma hatte zwar seit Frühjahr 2014 stets Gewinne verzeichnet, war aber in der Vergangenheit zu viele Leasing-Verpflichtungen für unrentable kleine Flugzeuge eingegangen und hatte zudem zunehmend Schwierigkeiten gehabt, genügend Piloten für ihre Flotte zu finden, was unter anderem zu Streitigkeiten mit Delta Air Lines aufgrund von Vertragsnichterfüllung geführt hatte.
Das Unternehmen unterhält insgesamt zehn Stationen für Piloten und Flugbegleiter an den Flughäfen Chicago O’Hare, Indianapolis, Kansas City, Miami, LaGuardia, Newark, Philadelphia, Pittsburgh, Washington Reagan National sowie Columbus, Ohio.

## Flugziele und Markenauftritt
Republic Airline verfügt über kein eigenes Streckennetz, sondern betreibt hauptsächlich auf den mittleren Westen, die Südstaaten und vor allem den Osten der USA konzentrierte, inneramerikanische Flüge im Namen und Markenauftritt von American Eagle, Delta Connection und United Express sowie bis zu deren Auflösung 2015 auch von US Airways Express. Für American Eagle werden zudem ausgewählte Ziele in der Karibik angeflogen.

## Flotte

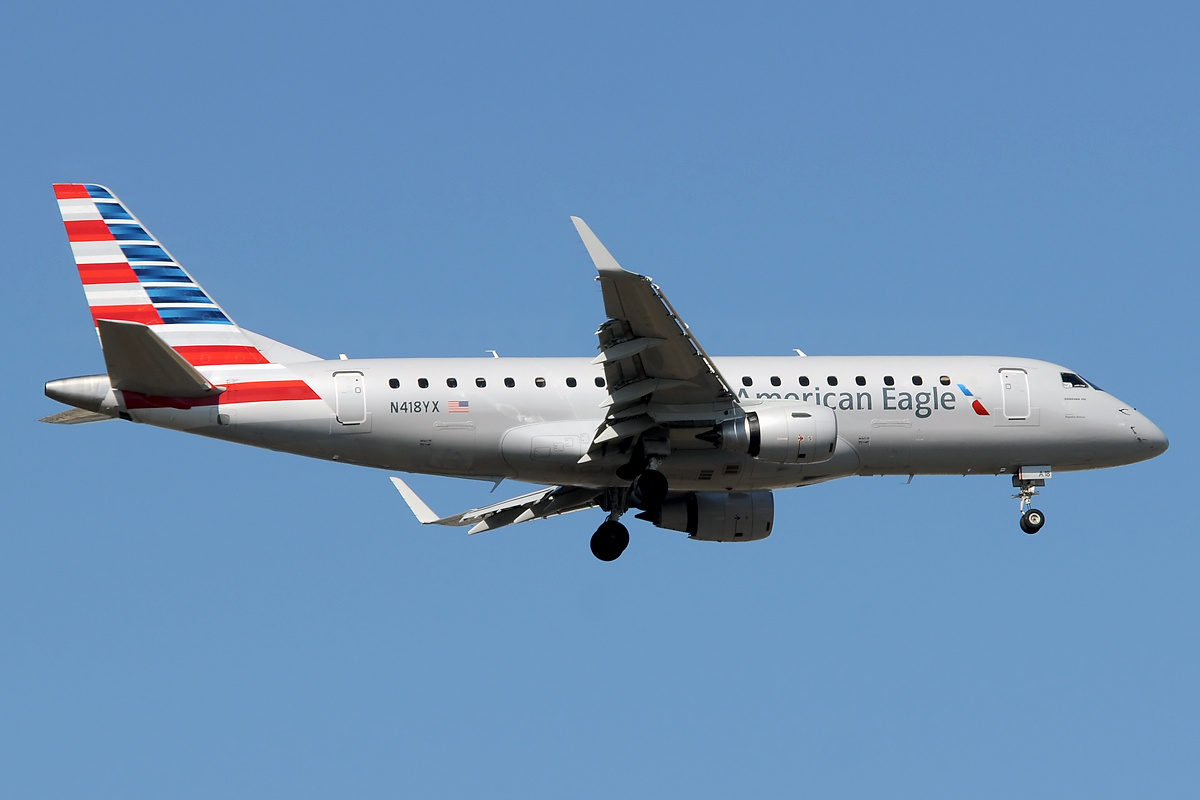
Embraer 175 der Republic Airlines, betrieben für American Eagle

### Aktuelle Flotte
Mit Stand Mai 2025 besteht die Flotte der Republic Airline aus 210 Flugzeugen mit einem Durchschnittsalter von 13,4 Jahren:
| Flugzeugtyp | Anzahl | bestellt | Anmerkungen                                                       | Sitzplätze (Business/Eco)      | Durchschnittsalter |
| ----------- | ------ | -------- | ----------------------------------------------------------------- | ------------------------------ | ------------------ |
| Embraer 170 | 031    |          | Für American Eagle, Delta Connection und United Express betrieben | 70 (6/64) 66 (12/54) 69 (9/60) | 19,7 Jahre         |
| Embraer 175 | 179    |          | Für American Eagle, Delta Connection und United Express betrieben | 76 (12/64) 70 (12/58)          | 12,3 Jahre         |
| Gesamt      | 210    | –        |                                                                   |                                | 13,4 Jahre         |

### Ehemalige Flugzeugtypen
In der Vergangenheit setzte Republic Airline bereits folgende Flugzeugtypen ein:
- De Havilland DHC-8-400
- Embraer ERJ-135
- Embraer ERJ-145
- Embraer ERJ-190